# Soldatenkegel
Der Soldatenkegel (Conus miles) ist eine Schnecke aus der Familie der Kegelschnecken (Gattung Conus), die im Indopazifik verbreitet ist. Sie ernährt sich von Vielborstern (Polychaeta).

## Merkmale
Conus miles trägt ein mittelgroßes bis großes, mäßig festes bis schweres Schneckenhaus, das bei ausgewachsenen Schnecken 5 bis 13 cm Länge erreicht. Der Körperumgang ist kegelförmig oder bauchig kegelförmig, selten breit kegelförmig, der Umriss an der rechten Seite fast gerade, an der linken Seite konvex, im Viertel an der Basis konkav. Die Schulter ist gewinkelt, manchmal nur fast gewinkelt. Das Gewinde ist niedrig bis mittelhoch, sein Umriss gerade bis leicht konkav. Der Protoconch hat 3 oder mehr Umgänge und misst maximal 1 mm. Die Nahtrampen des Teleoconchs sind flach bis – in den späteren Umgängen – leicht konkav mit 2 zunehmenden bis 3 bis 4 spiraligen Rillen, die in den späteren Umgängen vergehen. Das Körperumgang ist im Drittel an der Basis mit in großen Abständen spiralig verlaufenden Rippen und einigen wenigen spiraligen Fäden überzogen, doch vergeht die Skulpturierung oft bei großen Individuen.
Die Grundfarbe des Gehäuses ist weiß. Auf dem Körperumgang verläuft oberhalb der Mitte spiralig ein unterschiedlich breites dunkelbraunes Band, auch dunkelbraun ein Drittel bis Viertel von der Basis verlaufend. Die übrigen Flächen sind wolkenartig heller braun oder olivfarben gemustert und werden von eng beieinander bis deutlich abgesetzt verlaufenden feinen, braunen bis orangefarbenen Linien gekreuzt, die sich bis zur Schulterrampe erstrecken. In Neukaledonien gibt es Gehäuse mit einem ganz schwarzen Körperumgang. Der Protoconch und die angrenzenden Nahtrampen sind blassgelb. Die späteren Nahtrampen sind weiß mit feinen braunen oder orangefarbenen axial verlaufenden Linien, die teilweise dunkelgelbe bis olivfarbenen Flacken kreuzen. Die Gehäusemündung ist auch bei größeren Individuen durchscheinend. Das Periostracum ist gelb bis grünlich-braun, dick, undurchsichtig und hat axiale Rippen sowie auf dem Körperumgang einschließlich der Schulterkante in großen Abständen spiralige Reihen starker Büschel. Bei jüngeren Tieren ist es glatt, dünner und durchscheinend.
Das Tier ist dunkelgrau bis grünlich schwarz oder ganz schwarz. Der kräftige, am Hinterende abgeschnittene Fuß hat auf seiner Oberseite blassere Streifen und Flecken. Der Sipho ist entweder einfarbig oder mit Ausnahme des Endstücks weiß gefleckt.
Die mit einer Giftdrüse verbundenen Radula-Zähne haben an der Spitze einen Widerhaken und auf der Gegenseite eine gebogene Schneide. Sie sind deutlich gesägt mit 10 bis 25 Paaren kleiner und großer Zähnchen bis etwa zur Hälfte des Schafts. An der Basis sitzt ein vorragender Sporn.

## Verbreitung und Lebensraum
Conus miles ist im gesamten Indopazifik verbreitet, so vor Aldabra, Chagos, Madagaskar, Maskarenen, Mauritius, Mosambik, Tansania und Australien (Northern Territory, Queensland, Western Australia), fehlt aber im Roten Meer. Er lebt in der Gezeitenzone, häufiger jedoch darunter bis in Meerestiefen von etwa 50 m in Korallenriffen, Buchten auf Untergründen mit Sand oder Kies zwischen Felsen.

## Entwicklungszyklus
Wie alle Kegelschnecken ist Conus miles getrenntgeschlechtlich, und das Männchen begattet das Weibchen mit seinem Penis. Das Weibchen legt unter Felsen etwa 9,5 mm lange und 6 mm breite Kapseln in parallelen Reihen ab. Die darin befindlichen Eier sind etwa 228 µm groß, woraus geschlossen wird, dass die Veliger-Larven mindestens 21 Tage lang frei schwimmen, bevor sie niedersinken und zu kriechenden Schnecken metamorphosieren.

## Ernährung
Die Beute von Conus miles besteht sowohl aus erranten als auch aus sedentären Vielborstern, insbesondere der Familien Eunicidae, Nereididae und Spionidae, die er mit seinen giftigen Radulazähnen sticht. Bei Untersuchungen an der Nordostküste von Papua-Neuguinea machte der Eunicide Palola siciliensis einen Großteil der Beutetiere aus, doch wurde auch ein Vertreter der Terebellidae gefressen.